# Zawieszenie hydropneumatyczne

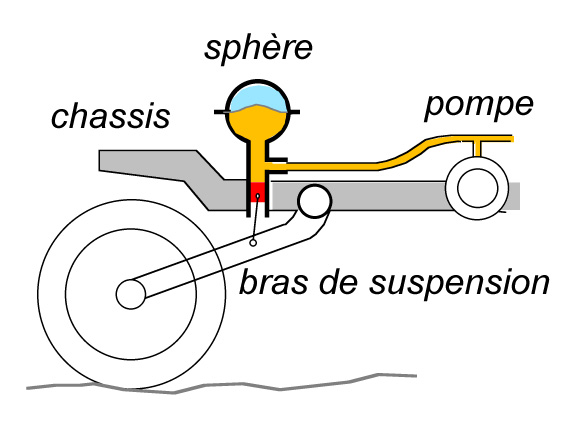
Uproszczony schemat zawieszenia hydropneumatycznego.

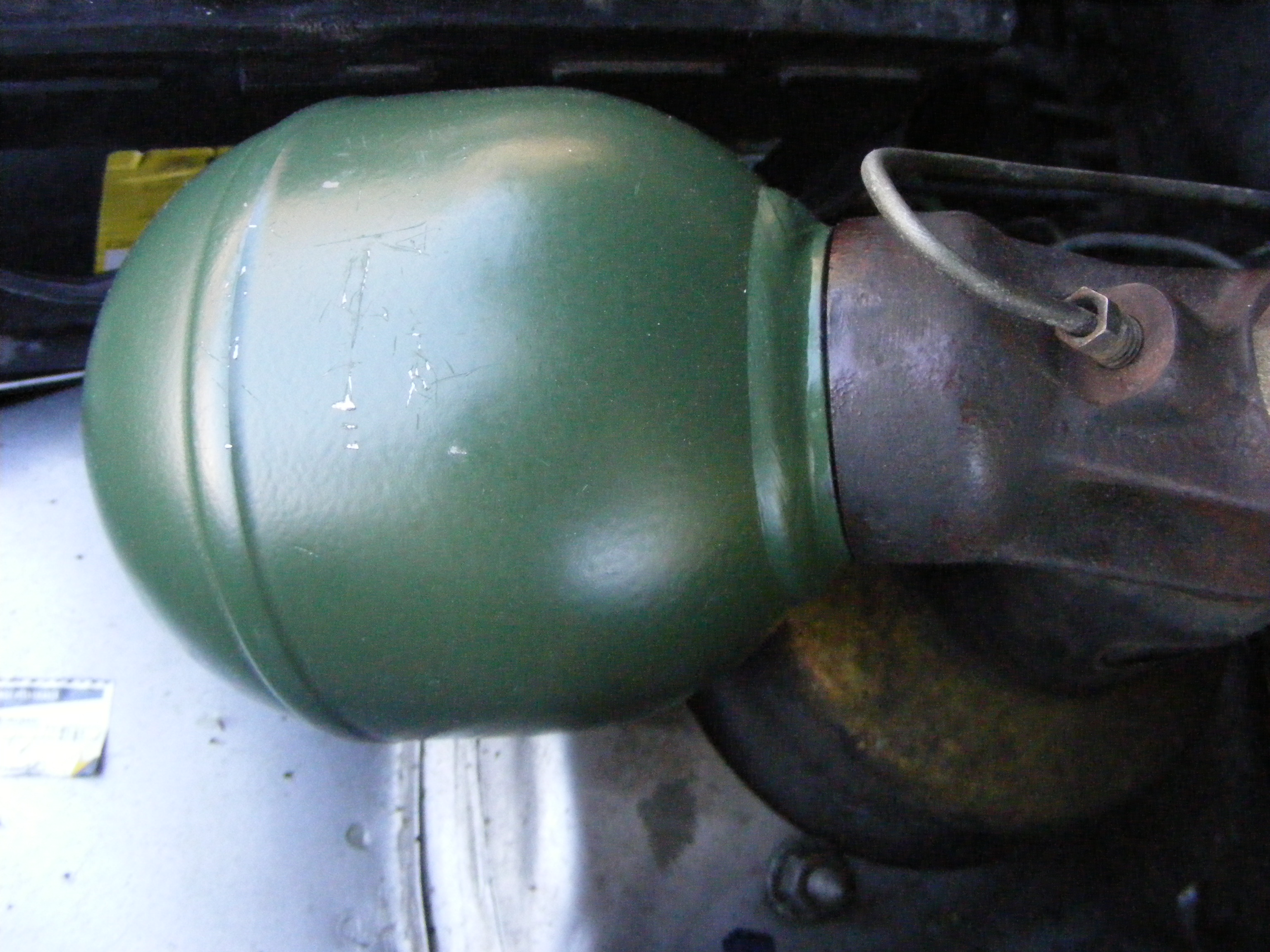
Kule zawierające gaz amortyzujący.

Zawieszenie hydropneumatyczne – rodzaj zawieszenia stosowany głównie w samochodach osobowych marki Citroën należących do klasy średniej i wyższej oraz na licencji w Rolls-Royce. W zawieszeniu tym rolę elementu sprężystego (resorującego) pełni sprężony gaz (azot). Ponieważ sprężyna gazowa nie ma tendencji do wpadania w wibracje nie ma potrzeby stosowania amortyzatorów, które w klasycznym zawieszeniu pełnią rolę tłumika drgań elementu resorującego.
Układ hydropneumatyczny zapewnia stały prześwit auta, bez względu na jego obciążenie, dzięki czemu układ zawieszenia pracuje zawsze w optymalnej pozycji co zdecydowanie zmniejsza wpływ obciążenia na zachowanie się pojazdu.

## Budowa
W skład układu wchodzą:
- Specjalny płyn. Początkowo (1954 – 1967 Traction Avant, Citroën DS) Citroën stosował czerwony płyn hydrauliczny LHS, który (ze względu na higroskopijność powodującą korozję układu hydraulicznego) został zastąpiony przez mineralny LHM (DS, SM, CX, GS/GSA, BX, XM, Xantia), obecnie stosowany jest w pełni syntetyczny LDS (C5, C6).
- Zbiornik płynu wraz z czujnikiem poziomu płynu.
- Pompa, która napędzana jest przez silnik pojazdu lub wyspecjalizowany silnik elektryczny.
- Reduktor ciśnienia.
- Zawór bezpieczeństwa wraz z czujnikiem ciśnienia.
- Dwa korektory prześwitu, po jednym na oś.
- Sfery hydropneumatyczne – kule wypełnione azotem z membraną oddzielającą gaz od płynu hydraulicznego, w liczbie od 5 do nawet 9 przy bardziej zaawansowanych systemach wyposażonych w (hydroaktywne zawieszenie) po jednej na każde koło plus akumulator hydrauliczny.

## Działanie
Czynnościowo rozróżniamy dwie składowe układu:
- część hydrauliczna, odpowiada za prześwit pojazdu i często obsługuje również układ hamulcowy, wspomaganie kierownicy, sprzęgło, sterowanie automatycznej skrzyni biegów.
- część pneumatyczna, odpowiada za amortyzację wstrząsów.